# Nous n'avons pas peur des ruines
 (septembre 2024).
Si vous disposez d'ouvrages ou d'articles de référence ou si vous connaissez des sites web de qualité traitant du thème abordé ici, merci de compléter l'article en donnant les références utiles à sa vérifiabilité et en les liant à la section « Notes et références ».
Pour plus de détails, voir Fiche technique et Distribution.
Nous n'avons pas peur des ruines est un film documentaire réalisé par Yannis Youlountas et sorti en 2024. 

## Synopsis
Grèce, de 2019 à 2023. Mitsotakis remplace Tsipras au pouvoir en Grèce et promet d’en finir avec Exarcheia, un quartier rebelle et solidaire d’Athènes. Mais la résistance s’organise et des renforts arrivent d’autres villes d’Europe. Le cri de ralliement devient No Pasaran ! Au fil des années, d’autres luttes s’étendent du nord au sud de la Grèce pour défendre la terre, la mer et la vie : en Crète, en Thessalie, en Épire… Même sur l’île de Paros dans les Cyclades, la population manifeste sur les plages devenues payantes et réussit à ce qu’elles redeviennent un bien commun, pour le bonheur de tous.
Quand tout semble s’effondrer, à Athènes comme ailleurs, une même réponse se fait entendre : « nous n’avons pas peur des ruines, nous portons un monde nouveau dans nos cœurs. »

## Fiche technique
- Réalisation et scénario : Yannis Youlountas
- Montage : Maud et Yannis Youlountas
- Mixage son et étalonnage : Berceau d’un autre monde
- Affiche, photos : Alexandros Katsis, Maud et Yannis Youlountas
- Supports : DCP, DVD, Blu-ray et MP4
- Genre : documentaire
- Durée : 80 minutes
- Dates de sortie :
  - France : 24 janvier 2024[1]

## Autour du film
Le film est à but non lucratif, et les bénéfices seront reversés à des initiatives solidaires autogérées en Grèce.